# Stuart Pearce
Stuart Pearce (MBE) (født 24. april 1962 i London, England) er en tidligere engelsk fodboldspiller og nuværende træner, der spillede som forsvarsspiller hos en række engelske klubber, men er bedst husket for sine tolv sæsoner hos Nottingham Forest. Han spillede desuden i mere end ti år på Englands landshold. Han har været træner for mange hold, bl.a. også Englands landshold.

## Klubkarriere
Pearce startede sin seniorkarriere i 1978 hos den lille klub Wealdstone F.C., hvor han spillede frem til 1983. Her skrev han kontrakt med Coventry City, men blev allerede to år senere hentet til det daværende storhold Nottingham Forest. Opholdet i Forest blev det mest succesfulde i karrieren, og Pearce var tilknyttet klubben i tolv sæsoner, inden han i 1997 skiftede til Newcastle United. Efter to år i den nordengelske klub gik turen i 1999 til hjembyen London og West Ham United, hvor han spillede til 2001. Herefter afsluttede han sin aktive karriere med et etårigt ophold hos Manchester City.

## Landshold
Pearce nåede gennem karrieren at spille hele 78 kampe og score fem mål for Englands landshold, som han debuterede for i 1989 i en venskabskamp mod Brasilien. Han var en del af den engelske trup til VM i 1990 i Italien, EM i 1992 i Sverige, og EM i 1996 på hjemmebane.

## Trænerkarriere
Efter sit karrierestop kastede Pearce sig over trænergerningen, og hans første klub var også hans sidste som aktiv, nemlig Manchester City. Her havde han ansvaret fra 2005 og frem til sin fyring i maj 2007. Han blev afløst på posten af svenskeren Sven-Göran Eriksson. 
Pearce blev kort efter sin fyring hos City tilknyttet Englands fodboldforbund, der gjorde ham til træner for landet U-21 landshold.